# کوچک‌عنبریان

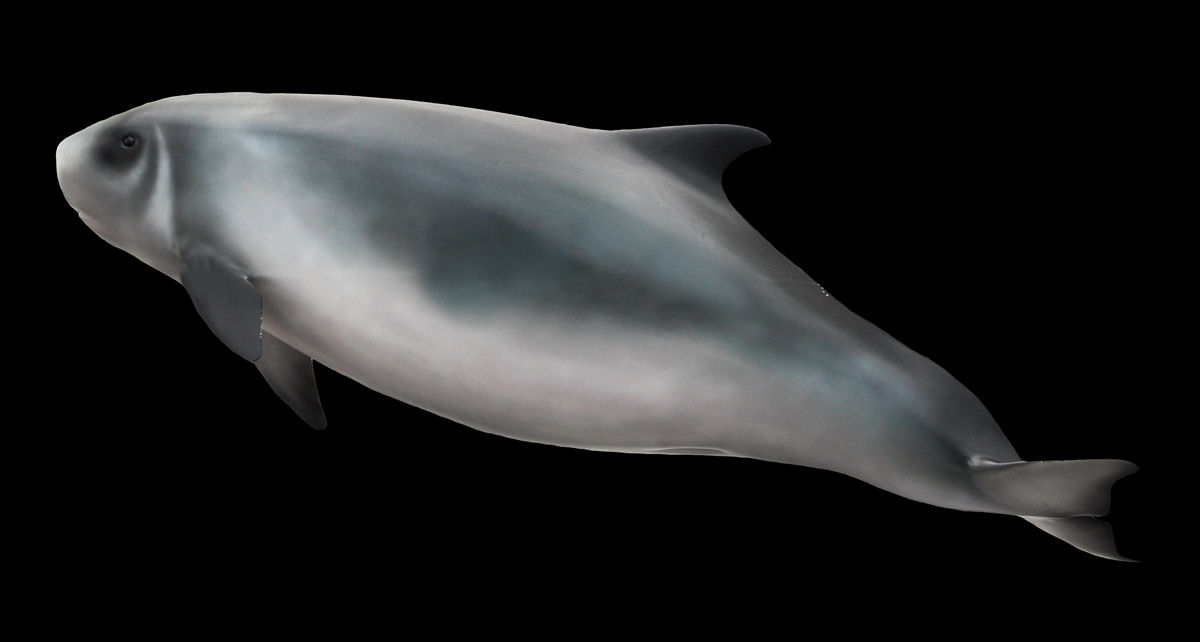
نهنگ عنبر کوتوله

کوچک‌عنبریان خانواده ای اند که از دو گونهٔ زندهٔ آب‌بازسانان تشکیل شده‌اند اما شماری از آنها پیشتر منقرض شده‌اند:
- نهنگ عنبر ریزقد
- نهنگ عنبر کوتوله